# Phentermine
La phentermine est une phényléthylamine, dérivé de l'amphétamine, principalement utilisée comme médicament pour réduire l'appétit. Elle est prescrite aux personnes présentant des risques accrus de complications médicales dues à leur poids en opposition à la perte de poids pour raisons esthétiques. 
La phentermine est disponible dans la plupart des pays, même si elle est listée dans le tableau IV de la Convention sur les substances psychotropes de 1971. En France, la phentermine est inscrite sur la liste des produits stupéfiants depuis le 14 février 2012.

## Mécanisme d'action
La phentermine agit sur les neurotransmetteurs dans le cerveau. C'est un stimulant et un isomère de méthamphétamine. Elle stimule les groupements de neurones pour libérer un genre particulier de neurotransmetteurs connus sous le nom de catécholamines ; celles-ci incluent la dopamine, l'adrénaline et la noradrénaline. Ces neurotransmetteurs sont interprétés comme une réponse à un stress ce qui coupe l'appétit.

## Usage médical
La phentermine a obtenu son AMM de la FDA en 1959 comme modérateur de l'appétit dans le cadre d'un traitement de l'obésité de courte durée. Disponible d'abord sous forme de résine en 1959, on la trouva sous la forme Hydrochloride au début des années 1970.
La FDA la recommande pour un usage à court terme (jusqu'à 12 semaines) du fait de la possible tolérance qui pourrait s'instaurer et en association avec des traitements non médicaux pour perdre du poids (régime, exercice physique, etc.). Cependant, certaines études démontreraient qu'il n'y a pas perte de l'efficacité due à la tolérance sur des traitements de 36 semaines.
En raison du risque d'insomnie, il est recommandé de prendre le médicament avant le petit déjeuner ou une à deux heures après le petit déjeuner.

### Contre-indications
La phentermine est déconseillée pour les personnes ayant des antécédents de :
- Agitation ;
- Allergie/hypersensibilité à d'autres amines sympathomimétiques ;
- Athérosclérose ;
- Maladie cardiovasculaire ;
- Glaucome ;
- Hypertension ;
- Hyperthyroïdie ;
- Abus de drogue.

Ce médicament ne doit pas être utilisé en même temps ou dans les 15 jours suivant l'utilisation des inhibiteurs des monoamines oxydases.